# Sylvestre Ntibantunganya
Sylvestre Ntibantunganya (Gishubi, 8 maggio 1956) è un politico burundese.
Ottavo Presidente della Repubblica del Burundi dal 6 aprile 1994 al 25 luglio 1996, nominato ad interim dopo la morte del predecessore e deposto da un colpo di Stato.

## Biografia
Sylvestre Ntibantunganya nasce sulla collina di Nyamutobo nella zona di Nyabiraba nel comune di Gishubi in provincia di Gitega da famiglia hutu, il padre Barindambi Josefu e la madre Bakanibona Renatha, l'8 maggio 1956.
Dopo gli studi primari entra nel seminario minore di Mugera ed in seguito termina la formazione secondaria nel collegio Notre Dame di Gitega. Inizia la formazione universitaria iscrivendosi alla facoltà di Filosofia e Lettere.
Nel 1979 interrompe gli studi in Burundi e si rifugia in Ruanda per sfuggire le persecuzioni che colpiscono gli hutu. In Ruanda si diploma in storia e geografia e nel 1983 rientra in Burundi trovando occupazione alla radio televisione nazionale. Partecipa alla fondazione del FRODEBU in clandestinità, ma contemporaneamente assume cariche di nomina presidenziale in seno al partito UPRONA, partito che abbandonerà definitivamente nel 1991 quando il FRODEBU esce dalla clandestinità. Diviene così membro del comitato direttivo del partito e capo redattore de L'Aube de la démocratie, l'organo del partito.
In seguito alle elezioni del 1993 viene eletto deputato nella circoscrizione di Gitega e con la formazione del governo di Sylvie Kinigi diviene ministro degli affari stranieri.
Durante il colpo di Stato del 21 ottobre 1993 in cui venne assassinato il presidente Melchior Ndadaye, riesce a salvarsi rifugiandosi presso l'ambasciata di Francia a Bujumbura. In questa occasione venne uccisa da un gruppo di militari alla sua ricerca anche sua moglie Eusébie Nshimirimana, dalla quale ha avuto tre figli
In seguito a questi drammatici avvenimenti, assume la guida del partito e viene eletto presidente dell'Assemblea nazionale. Secondo le disposizioni costituzionali, è a questo titolo che assume ad interim la carica di Presidente della repubblica, dopo la morte del predecessore Cyprien Ntaryamira nell'incidente aereo a Kigali del 6 aprile 1994. Il 30 settembre 1994 la sua carica è stata confermata in modo permanente.
In seguito al colpo di Stato del 25 luglio 1996, Ntibantunganya è sostituito dal maggiore Pierre Buyoya alla carica di Presidente della repubblica.
Attualmente è senatore a vita in quanto anziano capo di Stato.

## Opere
- S. Ntibantunganya, Une démocratie pour tous les Burundais: De l'autonomie à Ndadaye, 1956-1993, Éditions L'Harmattan, 1999.